# Numerais chuvaches

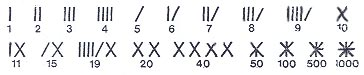
Numerais Chuvaches

Os numerais Chuvaches são um antigo sistema de numeração usado outrora pelo pelo povo Chuvache, que hoje usa o sistema numérico hindu-arábico .
Esses numerais se originaram na numeração por dedos. Parecem com a numeração romana, com símbolos para a unidade, o cinco, dezena, cinquenta, centena, quinhentos e milhar. Diferem dos romanos pelo fato dos símbolos de números maiores ficaram à direita, não à esquerda. Eram fáceis de serem gravados em pedra, havendo ainda amostras dessa numeração datando do início do século XX.
| Numeral | Chuvache      |
| ------- | ------------- |
| 1       | I             |
| 5       | /             |
| 10      | X             |
| 50      | (invertido) 𐠂 |
| 100     | 𐠀             |
| 500     | 𐠁             |
| 1000    | ✳             |

## Exemplos
|  | Indo-Árabe |  |  |  |  |
|  | ---------- |  |  |  |  |
|  | 2          |  |  |  |  |
|  | 4          |  |  |  |  |
|  | 6          |  |  |  |  |
|  | 19         |  |  |  |  |
|  | 32         |  |  |  |  |
|  | 47         |  |  |  |  |